# الوظيفة المكنسية المحركة
وتعرف أيضًا باسم المركب الكهربائي العضلي المهاجر، والمجمع الحركي المهاجر ، والمجمع الكهربائي العضلي المهاجر ، و MMC ، وتعد نوعا من النشاط الكهربائي في الجهاز الهضمي يحصل في كل دورة منتظمة أثناء الصيام. تم اكتشاف الخاصية وتمييزه في الكلاب الصائمة في عام 1969 من قبل الدكتور جوزيف H. Szurszewski في Mayo Clinic. كما تبين أن هذا النشاط يتوقف عند تناول وجبة، وأشارالدكتور إلى أنها تحفز نشاطًا حركيًا يعمل بمثابة إلى «عامل نظافة» في الأمعاء الدقيقة. تؤدي هذه الخاصية الحركية إلى حدوث موجات تمعجية، والتي تسهل نقل المواد غير القابلة للهضم مثل العظام والألياف والأجسام الغريبة من المعدة، عبر الأمعاء الدقيقة، مرورًا بالمصرة اللفائفية، إلى القولون. يختلف نشاط الخاصية بشكل كبير عبر الأفراد وداخل الفرد عند قياسه في أيام مختلفة. تحدث كل 90-230 دقيقة خلال مرحلة ما بين الوجبات (أي بين الوجبات) وهي مسؤولة عن الصوت الهادر الذي يحدث عند الجوع. كما أنها تعمل على نقل البكتيريا من الأمعاء الدقيقة إلى الأمعاء الغليظة ومنع انتقال بكتيريا القولون إلى الدقاق النهائي؛ عادة ما يؤدي ضعفها إلى فرط نمو البكتيريا المعوية الدقيقة.